# Швецов Євген Валерійович

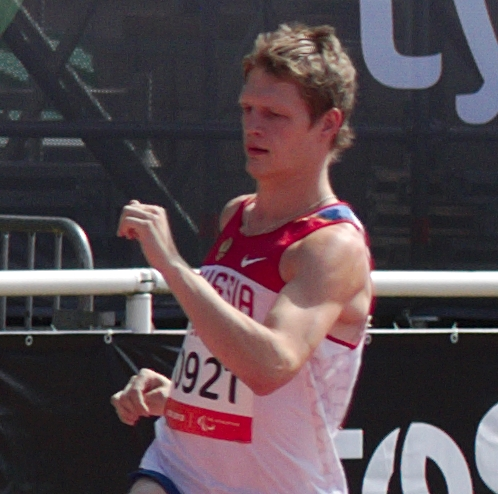
Євген Швецов

Євген Валерійович Швецов (рос: Евгений Валерьевич Швецов), (28 лютого 1988, с. Мордовські Сирєсі, Атяшевський район, Мордовська АРСР, СРСР) — російській спортсмен-легкоатлет, триразовий чемпіон Літніх Паралімпійських ігор 2012 р.. Багаторазовий чемпіон світу та Росії. Заслужений майстер спорту Росії. Рекордсмен світу і Паралімпійських ігор.

## Біографія
Євген Швецов народився в Мордовії в 1988 році з родовою травмою. В результаті пошкодження він є інвалідом по слуху, а також страждає порушеннями опорно-рухового апарату. Він навчався в Саранській школі для глухих дітей і закінчив її з двома четвірками в атестаті.

## Нагороди
- Орден Дружби (10 вересня 2012 року) — за великий внесок у розвиток фізичної культури і спорту, високі спортивні досягнення на XIV Паралімпійських літніх іграх 2012 року в місті Лондоні (Велика Британія)[1].